# اچ‌ام‌اس فیزنت (یو۴۹)
اچ‌ام‌اس فیزنت (یو۴۹) (به انگلیسی: HMS Pheasant (U49)) یک کشتی بود که طول آن ۲۸۳ فوت (۸۶ متر) بود. این کشتی در سال ۱۹۴۲ ساخته شد.